# Miss Kroatien

Ivana Vašilj, Miss Kroatien 2009

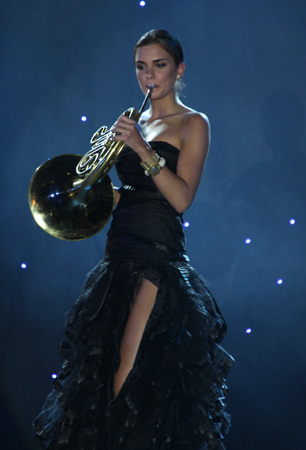
Josipa Kusic, Miss Kroatien 2008, bei der Miss-World-Wahl in Südafrika

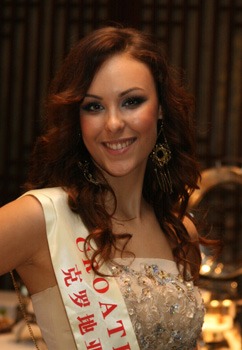
Tajana Jeremić, Miss Kroatien 2007, bei der Miss-World-Wahl in China

Ivana Ergić, Miss Kroatien 2006, bei einem Liveauftritt in der Diskothek "THE BEST" in Zagreb

Miss Kroatien ist ein nationaler Schönheitswettbewerb für unverheiratete Frauen in Kroatien, der im Inland Miss Hrvatske heißt. Er wird seit 1992 durchgeführt. Organisator ist Milan Šećković in Kooperation mit dem Fernsehsender Nova TV. Die Siegerinnen nehmen an der Wahl zur Miss World teil.

## Siegerinnen
| Jahr | Miss Kroatien        | Herkunftsort |
| ---- | -------------------- | ------------ |
| 1992 | Elena Šuran          | Rovinj       |
| 1993 | Fani Čapalija        | Split        |
| 1994 | Branka Bebić         | Metković     |
| 1995 | Anica Martinović     | Berlin       |
| 1996 | Vanja Rupena         | Umag/Koper   |
| 1997 | Martina Novosel      | Zagreb       |
| 1998 | Lejla Šehović        | Dubrovnik    |
| 1999 | Ivana Petković       |              |
| 2000 | Andreja Ćupor        | Ozalj        |
| 2001 | Rajna Raguž          | Drenovci     |
| 2002 | Nina Slamić          | Šibenik      |
| 2003 | Aleksandra Grdić     | Virovitica   |
| 2004 | Ivana Žnidarić       | Čakovec      |
| 2005 | Maja Cvjetković      | Šibenik      |
| 2006 | Ivana Ergić          | Vodice       |
| 2007 | Tajana Jeremić       | Vukovar      |
| 2008 | Josipa Kusić         | Imotski      |
| 2009 | Ivana Vašilj         | Köln         |
| 2010 | Katarina Banić       | Trilj        |
| 2011 | Katarina Prnjak      | Šibenik      |
| 2012 | Nives Madžarević     | Županja      |
| 2013 | Lana Gržetić         | Rijeka       |
| 2014 | Antonija Gogić       | Zagreb       |
| 2015 | Maja Spahija         | Šibenik      |
| 2016 | Angelica Zacchigna   | Novigrad     |
| 2017 | Tea Mlinarić         | Senj         |
| 2018 | Ivana Mudnić Dujmina | Dubrovnik    |
| 2019 | Katarina Mamić       | Lika-Senj    |

## Erfolge bei größeren internationalen Wettbewerben
| Miss World | Miss World       | Erfolg     |
| ---------- | ---------------- | ---------- |
| 1993       | Fani Čapalija    | Finalistin |
| 1994       | Branka Bebić     | Finalistin |
| 1995       | Anica Martinović | Zweite     |